# Gare de La Rapée
Ne doit pas être confondu avec Gare de La Rapée-Bercy.
La gare de La Rapée est une ancienne gare française aux marchandises, désaffectée, de la ligne de Paris-Lyon à Marseille-Saint-Charles à Paris, en France.

## Situation
La gare se situe dans le 12e arrondissement de Paris, dans l'espace entre la ligne de Petite Ceinture (gare de La Rapée-Bercy, parallèle au boulevard Poniatowski), le quai de Bercy, l'immeuble Lumière, la rue Baron-Le-Roy et le faisceau ferroviaire de la ligne de Paris-Lyon à Marseille-Saint-Charles.

## Histoire
La gare de La Rapée est construite en 1862,. Son rôle est le stockage et la desserte des entrepôts de Bercy en vins via la ligne PLM. Elle est établie sur deux niveaux.
Jusque dans les années 1960, ces installations desservent les chais de Bercy mais leur activité ferroviaire diminue jusqu'à cesser en même temps que périclite celle des entrepôts. La gare est en grande partie abandonnée. La connexion entre La Rapée supérieure et le faisceau ferroviaire est coupée par une voie ferrée desservant la halle Gabriel Lamé, réaménagée en 2007.
Une faible activité de stockage subsiste cependant tandis qu'une autre se développe : l'artisanat. Celle-ci s'établit notamment à La Rapée inférieure, dans le tunnel accessible au 86 rue Baron-Le-Roy, surnommé alors Tunnel des Artisans. Ce choix d'implantation s'explique par les principales caractéristiques des lieux : l'isolation phonique et thermique. En effet, ces activités génèrent des nuisances sonores intolérables pour les riverains, mais atténuées ici. La gare est devenue le siège d'activités très variées : un studio de tournage, des grossistes en boissons et des artisans.

## Caractéristiques
La gare est constituée de deux niveaux superposés.
Le niveau inférieur, nommé « gare de La Rapée inférieure » ou « gare frigorifique de Paris-Bercy » est constitué de six voûtes. Il est en contrebas du faisceau ferroviaire du PLM, au même niveau que les entrepôts de Bercy et y est relié via deux voies ferrées parallèles, perpendiculaires à la gare et traversant l'ensemble de celle-ci. La connexion avec les voies en provenance du faisceau ferroviaire est assurée par des plaques tournantes. Ces voies sont reliées au faisceau ferroviaire par une rampe ferroviaire en tranchée remplaçant un système de monte-charge rapidement abandonné. Le choix de conception de ces tunnels en fait une cave artificielle où la température se maintient à 14 °C grâce à la proximité de la nappe phréatique et de la Seine, et à l’isolation thermique assurée par une maçonnerie imposante.
Le niveau supérieur, nommé « gare de La Rapée supérieure » est situé juste au-dessus de l'autre. Il comporte des halles, desservies par un embranchement ferroviaire du faisceau de voies du PLM.
Une usine électrique est implantée à l'angle du boulevard Poniatowski et du quai de Bercy. Aujourd'hui abandonnée et très dégradée, elle constitue une friche industrielle.

Galerie de photographies
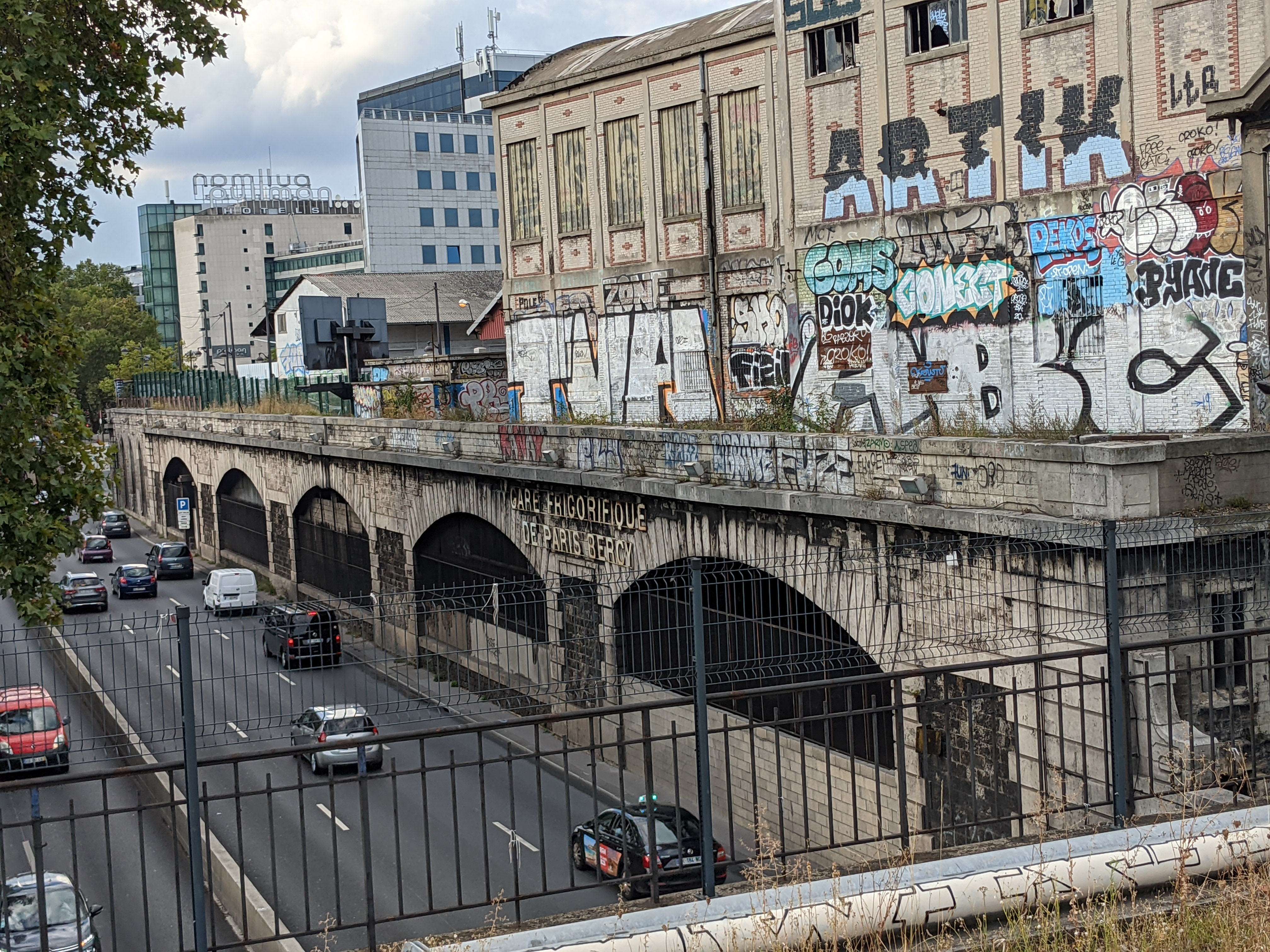
Vue des voûtes de la gare de La Rapée inférieure.
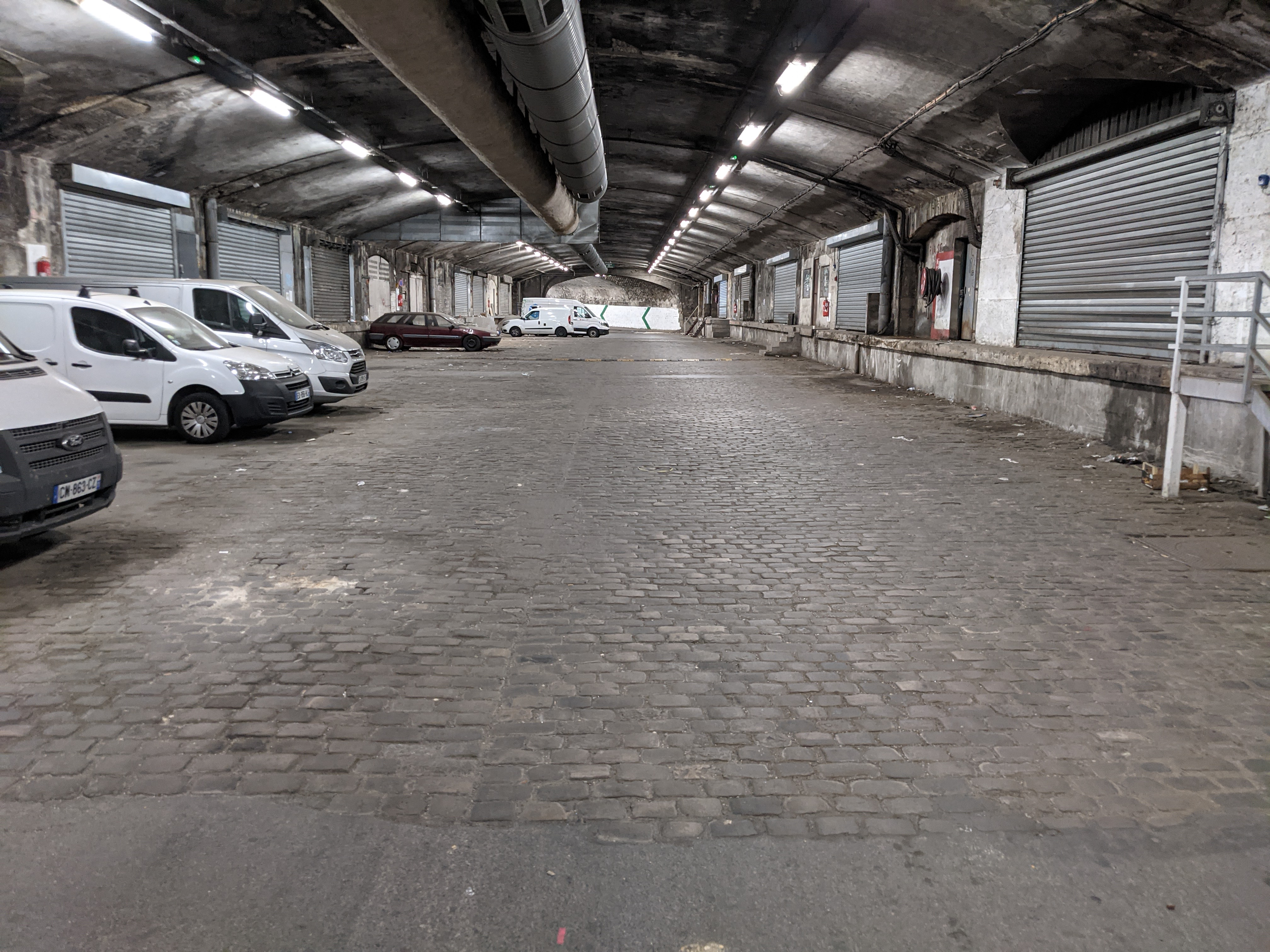
Intérieur de la gare de La Rapée inférieure, servant de parking.
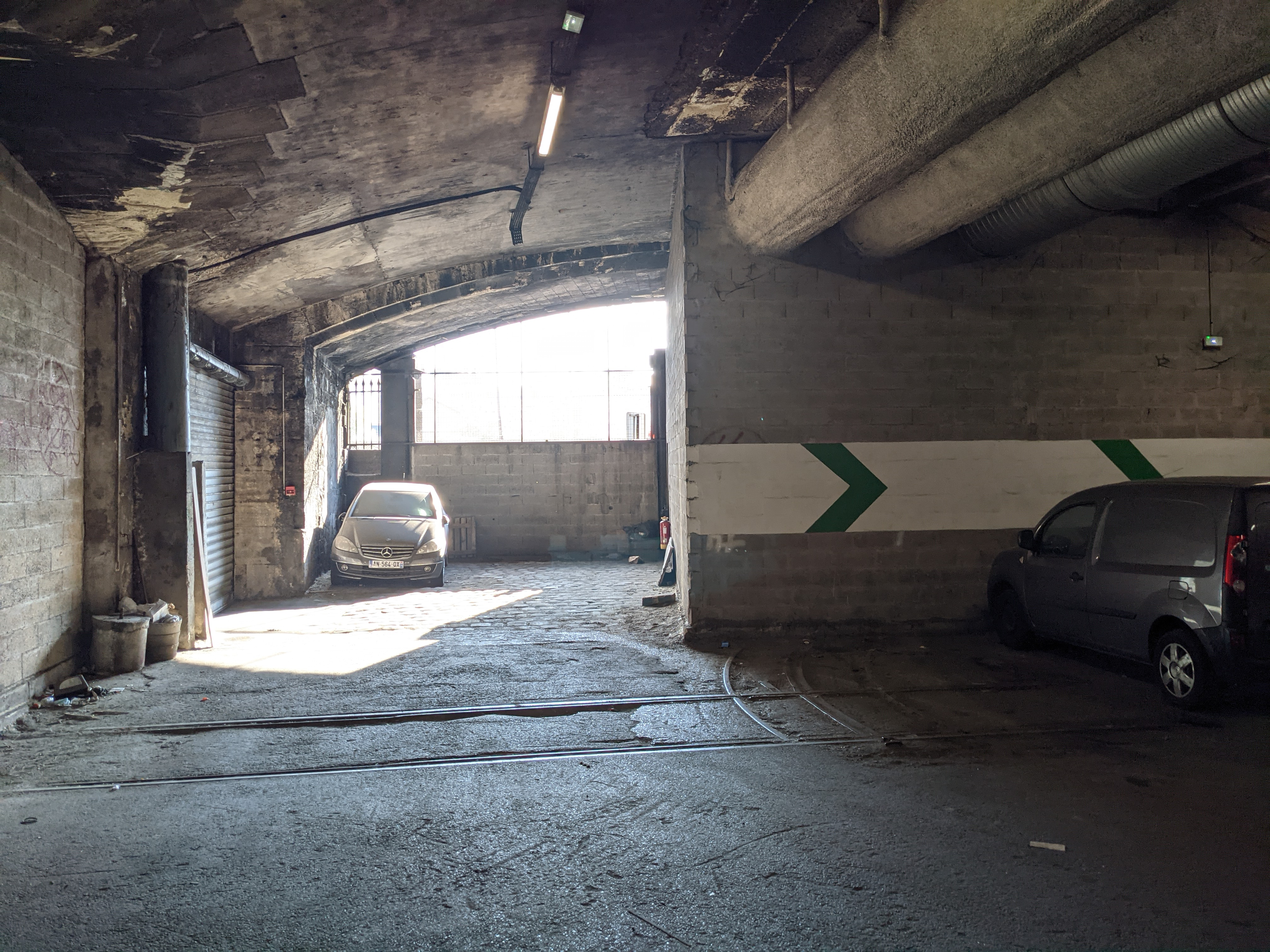
Vestiges d'une plaque tournante dans la gare de La Rapée inférieure.
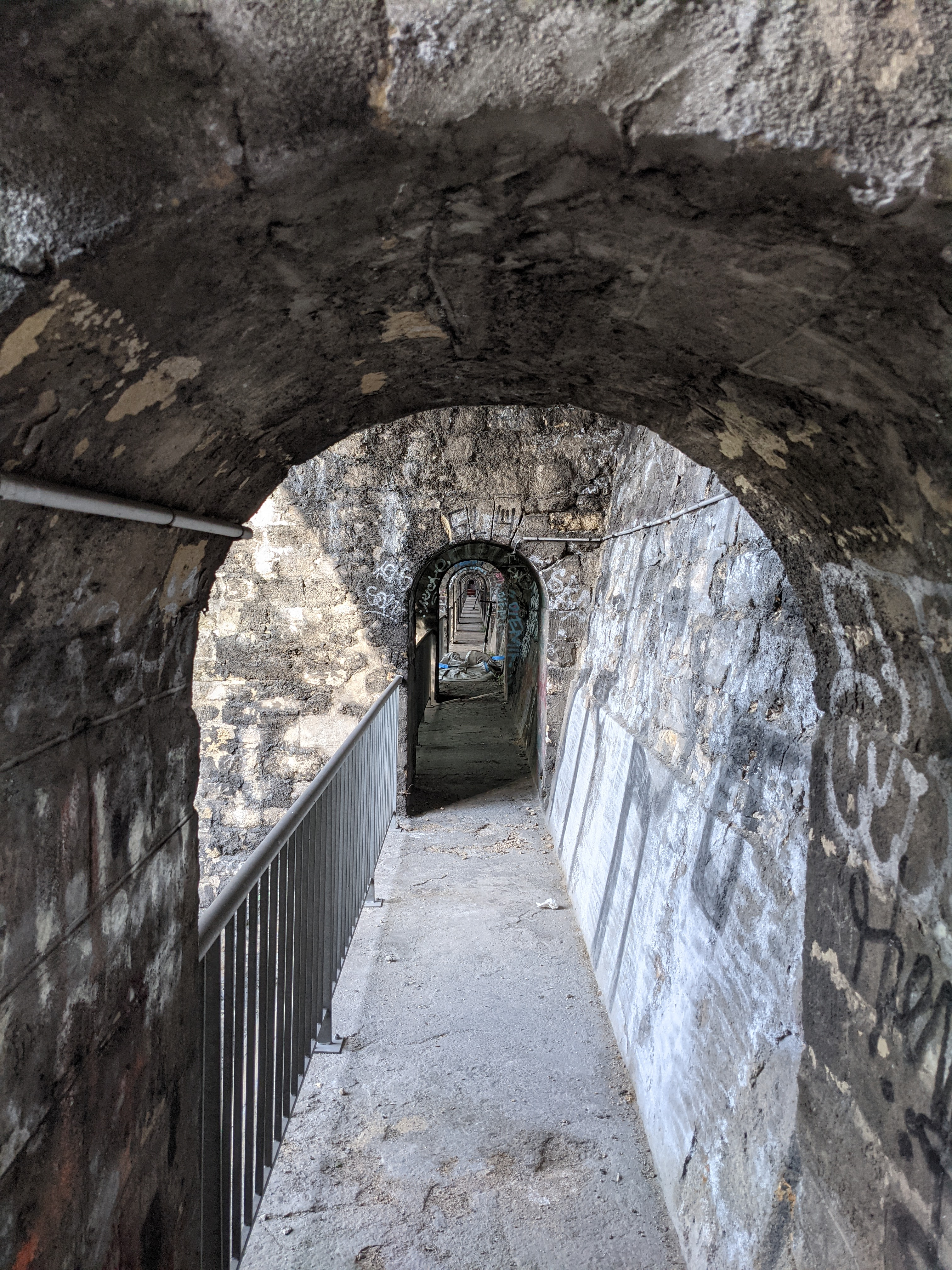
Chemin de ronde de la gare de La Rapée inférieure.
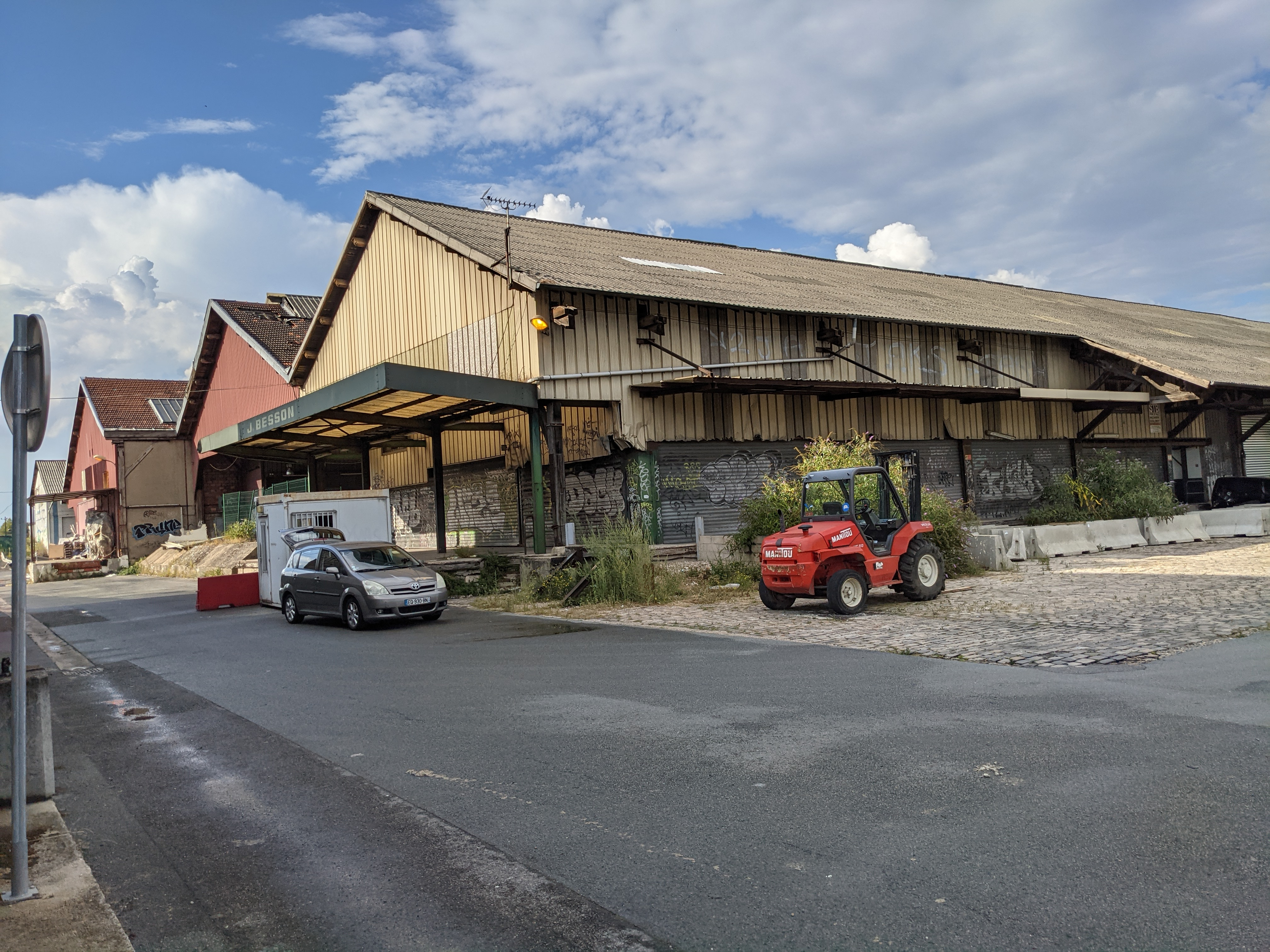
Gare de La Rapée supérieure. Vue prise depuis la liaison provisoire entre le boulevard Poniatowski et la station de métro Cour Saint-Émilion.
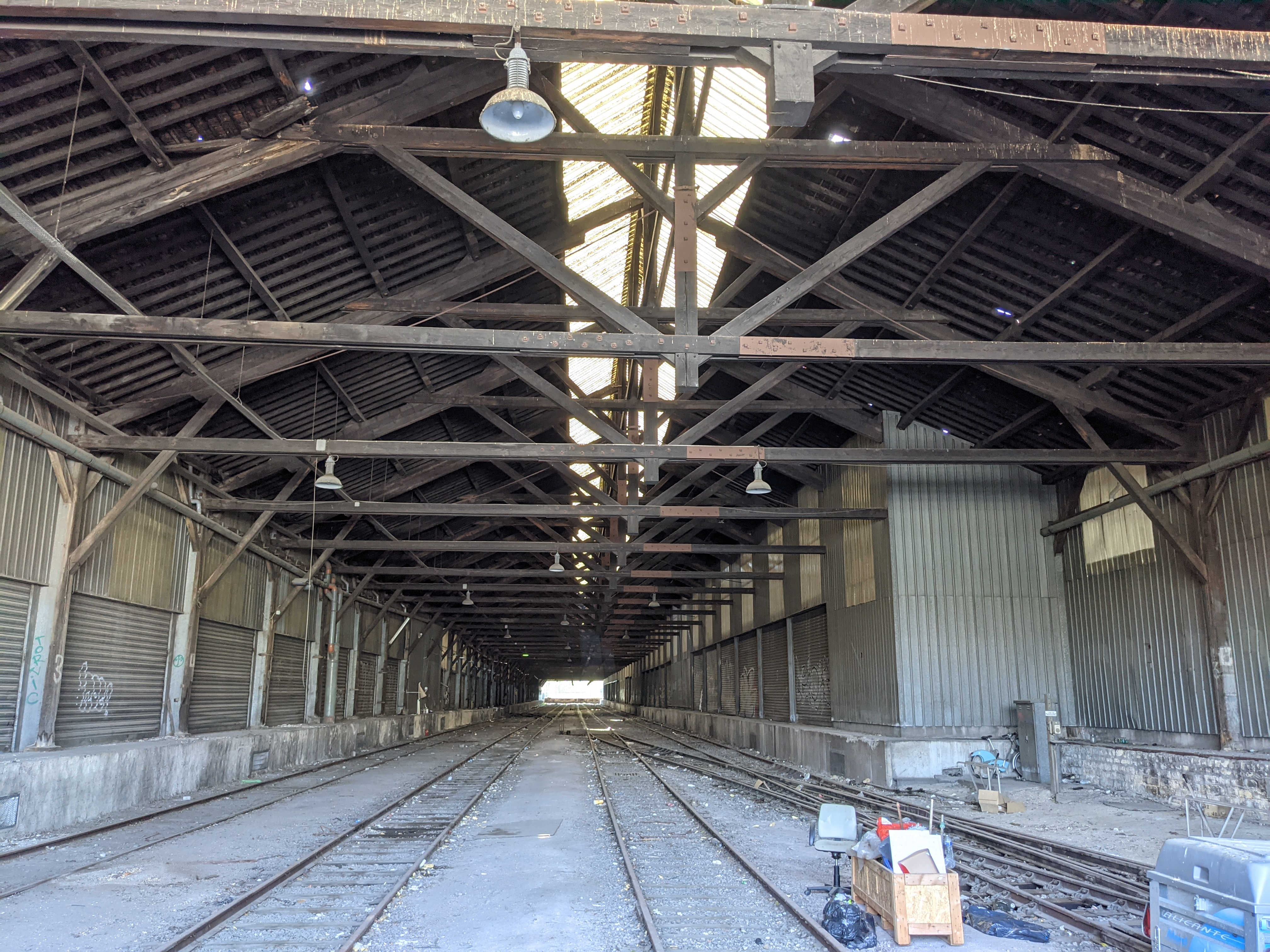
Intérieur de la gare de La Rapée supérieure.
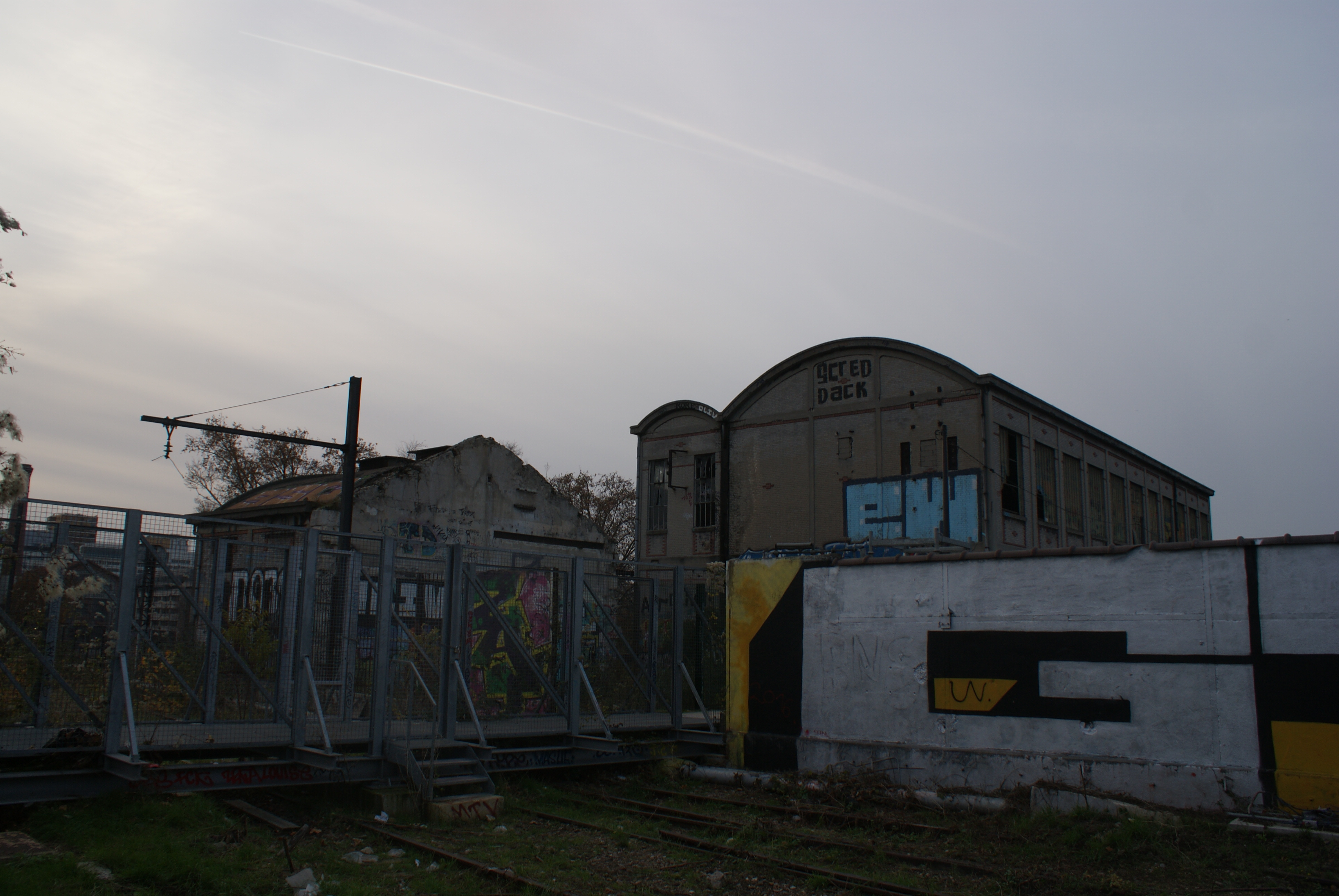
Usine électrique de la gare de La Rapée.

## Avenir
Le site devrait être complètement réaménagé dans le cadre du projet Bercy-Charenton. Si la démolition totale de la gare a été évoquée, une conservation totale ou partielle (trois voûtes sur les six) de La Rapée inférieure est aujourd'hui proposée. L'implantation d'un centre de tri du Syctom a été projetée puis abandonnée. Une activité logistique est également proposée. Les nouveaux usages des lieux restent encore à définir.
Quant à La Rapée supérieure, sa destruction totale est initialement proposée afin d'y établir un espace vert, traversé par une allée allant de l'immeuble Lumière au boulevard Poniatowski. Le projet restructuré présenté en avril 2022 ne prévoit cependant plus cette destruction, déplaçant l'espace vert sur un espace précédemment constructible.
La possible destruction de La Rapée inférieure inquiète les artisans occupant actuellement les lieux. Pour faire entendre leur voix, ils se sont regroupés en un collectif, le collectif Baron le Roy. Celui-ci émet à son tour plusieurs propositions visant à conserver voire à développer une activité artisanale au sein de la gare. Enfin le collectif soutient l'idée d'un musée des Transports sur le modèle du musée du transport de Londres qui serait implanté dans la gare ainsi que l'idée d'un musée de la préhistoire.